# Parafia Najświętszego Serca Pana Jezusa w Lini
Parafia Najświętszego Serca Pana Jezusa w Lini – rzymskokatolicka parafia w Lini. Należy do dekanatu sierakowickiego znajdującego się  w diecezji pelplińskiej. Erygowana w 1923 roku. Jej proboszczem jest ks. Wojciech Senger.

## Zasięg parafii
Do parafii należą wierni z miejscowości: Igrzyczno, Kętrzyno, Kobylasz, Linia, Niepoczołowice, Niepoczołowice-Folwark, Potęgowo, Zakrzewo, Zakrzewo-Folwark.